# Abiodun
Abiodun foi um alaafim do século XVIII do Império de Oió, aonde hoje se localiza a Nigéria entre 1770 e 1789. Sucedeu o rei Majeogbe, e foi sucedido pelo rei Awole Arogangan.

## Império de Oió
Chegando ao trono logo após a subjugação do vizinho Reino do Daomé, por Oió, Abiodun logo se viu envolvido em uma guerra civil pelos objetivos do novo estado rico.
O primeiro-ministro e senhor marechal do império, na época, usou o seu poder para perverter os termos constitucionais da abdicação numa tentativa de limitar os poderes do Alaafim e ganhar mais poder político para si. Durante o jogo de poder de Gaha, ele conseguiu remover cinco reis corruptos e desonestos.
Em termos de comércio, o-favorecia a expansão económica por si só, os seus oponentes favoreciam a utilização da riqueza do tributo do Daomé para financiar uma maior expansão militar. O rei logo saiu vitorioso e seguiu uma política de comércio pacífico com os mercadores europeus da costa. Este curso enfraqueceu significativamente o exército, deixando o seu sucessor, Awole, enfrentando uma série de revoltas locais do império.

## Descendentes e legado
Seu reinado é lembrado como um tempo de paz e prosperidade para Oió, embora o dramaturgo nigeriano Femi Òsófisan o retrate como um déspota em sua peça The Chattering and the Song (1973).
Seu filho, Alaafin Atiba foi o fundador da dinastia governante na atual Oió. Seu neto Cândido da Fonseca Galvão, sob o título de Dom Oba II, foi um importante abolicionista brasileiro durante o governo do imperador Pedro II do Brasil. Seus outros descendentes incluem os guerreiros do século XIX.